# لويزا بورغز
لويزا بورغز (بالبرتغالية: Luisa Borges‏) هي سباحة متزامنة برازيلية، ولدت في 20 أبريل 1996 في ريو دي جانيرو في البرازيل.

## وصلات خارجية
- لويزا بورغز على موقع الاتحاد الدولي للسباحة (الإنجليزية)
- لويزا بورغز على موقع أوليمبيديا (الإنجليزية)
- لويزا بورغز على موقع اللجنة الأولمبية البرازيلية (البرتغالية)